# Airco DH.9
Airco DH.9 (de Havilland 9) – sau năm 1920 còn gọi là de Havilland DH.9 – là một loại máy bay ném bom của Anh trong Chiến tranh thế giới I.

## Biến thể
- DH.9
- DH.9A - (còn gọi là Nine-Ack)
- DH.9B
- DH.9C
- DH.9J
- DH.9J M'pala I
- M'pala II
- Mantis
- Handley Page HP.17
- USD-9

## Quốc gia sử dụng

### Quân sự
Afghanistan
 Úc
- Không quân Hoàng gia Australia

 Bỉ
- Không quân Bỉ

 Canada
- Không quân Canada

 Bolivia
- Không quân Bolivia

 Chile
- Không quân Chile

 Estonia
- Không quân Estonia

 India
 Greece
- Cục Không quân Hải quân Hoàng gia Hy Lạp

Bản mẫu:Country data Kingdom of Hejaz
 Ireland
- Cục Không quân Ireland
- Quân đoàn Không quân Ireland

 Latvia
- Không quân Latvia

 Hà Lan
- Không quân Lục quân Đông Ấn Hoàng gia Hà Lan

 New Zealand
- Không quân Hoàng gia New Zealand

 Paraguay
- Không quân Paraguay

 Perú
- Không quân Peru

 Ba Lan
- Không quân Ba Lan

 Romania
- Không quân Hoàng gia Romania

 Vương quốc Tây Ban Nha
- Không quân Tây Ban Nha

 South Africa
- Không quân Nam Phi

 Liên Xô
- Không quân Liên Xô

 Thụy Sĩ
- Không quân Thụy Sĩ

 Thổ Nhĩ Kỳ
- Không quân Thổ Nhĩ Kỳ

 Anh Quốc
- Quân đoàn Không quân Hoàng gia
- Cục Không quân Hải quân Hoàng gia
- Không quân Hoàng gia

 United States
- Lực lượng Viễn chinh Hoa Kỳ
- Thủy quân Lục chiến Hoa Kỳ

 Uruguay
- Không quân Uruguay

### Dân sự
Úc
- Qantas

 Bỉ
- Sabena

 Đan Mạch
- Det Danske Luftfartselskab

 Hà Lan
- KLM

 Romania
- SNNA

 Vương quốc Tây Ban Nha
- Cia Espanola del Trafico Aereo

 Anh Quốc
- Aircraft Transport and Travel
- Handley Page Transport

 Nhà nước Bikaner

## Tính năng kỹ chiến thuật (D.H.9 (động cơ Puma))

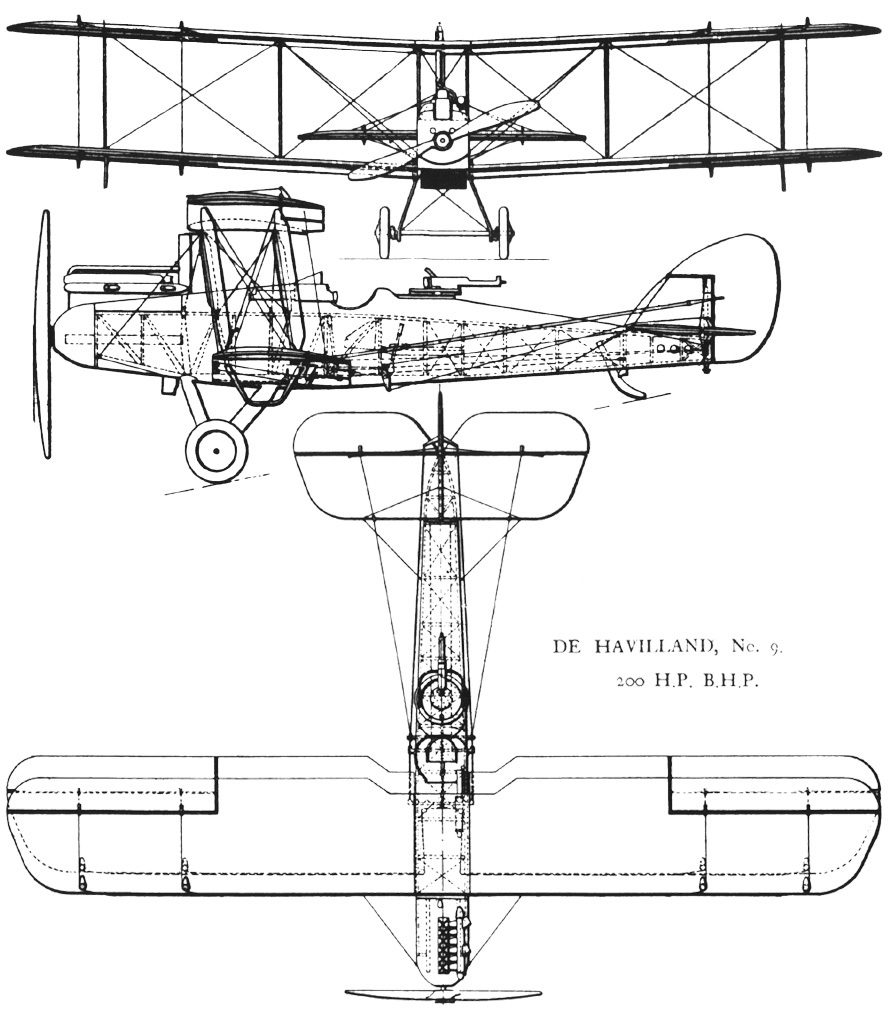

Dữ liệu lấy từ The British Bomber since 1914
Đặc điểm tổng quát
- Tổ lái: 2
- Chiều dài: 30 ft 5 in (9,27 m)
- Sải cánh: 42 ft 4⅝ in (12,92 m)
- Chiều cao: 11 ft 3½ in (3,44 m)
- Diện tích cánh: 434 ft² (40,3 m²)
- Trọng lượng rỗng: 2.360 lb (1.014 kg)
- Trọng lượng cất cánh tối đa: 3.790 lb (1.723 kg)
- Động cơ: 1 × Armstrong Siddeley Puma kiểu động cơ piston, 230 hp (172 kW)

 Hiệu suất bay 
- Vận tốc cực đại: 98 kn (113 mph, 182 km/h)
- Thời gian bay: 4½ h
- Trần bay: 15.500 ft (4.730 m)
- Lên độ cao 10.000 ft: 18 phút 30 giây

Trang bị vũ khí

- Súng: Súng máy Vickers và 1 hoặc 2 × súng máy Lewis
- Bom: 460 lb (209 kg) bom